# ماري دي رينيه
ماري دي رينيه (بالفرنسية: Marie de Heredia)‏ (20 ديسمبر 1875، الدائرة السابعة في باريس في فرنسا - 6 فبراير 1963، باريس في فرنسا)؛ كاتِبة مُتخصِّصة في أدب الأطفال، صحفية وشاعرة فرنسية.